# رالف أ. دان
رالف أ. دان هو سياسي أمريكي، ولد في 28 فبراير 1914، وتوفي في 3 مايو 2004. نشط حزبياً في الحزب الجمهوري. وقد انتخب عضو مجلس نواب إلينوي ‏.